# 1170 (szám)
Az 1170 (római számmal: MCLXX) az 1169 és 1171 között található természetes szám.

## A szám a matematikában
A tízes számrendszerbeli 1170-es a kettes számrendszerben 10010010010, a nyolcas számrendszerben 2222, a tizenhatos számrendszerben 492 alakban írható fel.
Az 1170 páros szám, összetett szám. Kanonikus alakja 21 · 32 · 51 · 131, normálalakban az 1,17 · 103 szorzattal írható fel. Huszonnégy osztója van a természetes számok halmazán, ezek növekvő sorrendben: 1, 2, 3, 5, 6, 9, 10, 13, 15, 18, 26, 30, 39, 45, 65, 78, 90, 117, 130, 195, 234, 390, 585 és 1170.
Az 1170 egyetlen szám valódiosztó-összegeként áll elő, ez az 1158.

## Csillagászat
- 1170 Siva kisbolygó